# Half Japanese
Half Japanese is een cult-noiserock-band opgericht tussen 1975 en 1977 in Michigan door de gebroeders Jad en David Fair. De band staat bekend om zijn ruwe, ongepolijste geluid. Veel artiesten werkten mee aan de albums van het duo.

## Biografie
In 1975 begonnen de gebroeders Fair met het opnemen van muziek op cassettebandjes en begonnen ze deze eigenhandig te verspreiden via een mailinglist bestaande uit kennissen, journalisten en labels die ze zelf interessant vonden. De eerste cassette-demo heette Half Beasts en er volgden nog tal van cassettes in de jaren erna. In 1977 verscheen hun eerste single, Calling All Girls. Eind jaren 70 kregen ze een aanbod voor een albumuitgave waarop de eerdere cassettes gebundeld zouden zijn. Omdat het oeuvre inmiddels zo omvangrijk was geworden, werd er niet gekozen voor een enkele lp, maar direct voor een boxset van drie albums. De box kwam in 1980 uit onder de titel Half Gentlemen/Not Beasts. De broers trokken extra bandleden aan om live te gaan spelen en in de loop der jaren verschenen er met grote regelmaat nieuwe albums. Zanger Jad Fair bracht rond die tijd zijn eerste soloalbums uit.
Rond 1986 besloot David Fair uit de band te stappen om een rustiger leven te kunnen leiden en ging hij samenwonen met zijn vriendin, die hij al sinds de middelbare school kende. Hij verliet de band echter nooit definitief en werkte zo nu en dan mee aan albums en projecten. Het succes van de band werd daar echter niet minder om. In 1993 nam Kurt Cobain de band (waarvan hij al langer fan was) mee op tournee met Nirvana. Tevens verscheen in dat jaar een documentaire van Jeff Feuerzeig over de band: Half Japanese: The Band That Would be King. Ten slotte werd het debuutalbum van de band dat jaar heruitgebracht en verscheen er een nieuw (door Moe Tucker geproduceerd) album. 
Artiesten die aan Half Japanese meewerkten, zijn onder anderen John Slugget, Jason Willet, Gilles v. Rieder, Don Fleming en de al genoemde Moe Tucker. Zelf maakte Jad Fair albums met onder meer Teenage Fanclub, Daniel Johnston, Moe Tucker, Yo La Tengo, Kramer, Norman Blake en Tenniscoats. Daarnaast bracht hij een grote hoeveelheid soloalbums uit.

## Muziekstijl
De muziek van Half Japanese hangt tussen naïviteit en avant-garde. De invloed van primitieve kunst en outsider-art vormt een belangrijke esthetische grondslag voor het werk. De gebroeders Fair zijn autodidactische en zeer onconventionele muzikanten. Tekenend daarvoor is het debuutalbum 1/2 Gentleman/Not Beasts uit 1980, een driedubbelalbum vol covers van bekende artiesten. Deze covers worden uitgevoerd met kakofonische soundscapes en expressief geschreeuw.

## Discografie

### Studioalbums
- Half Gentlemen/Not Beasts (Armageddon, 1980)
- Loud (Armageddon, 1981)
- Our Solar System (Iridescence, 1984)
- Sing No Evil (Iridescence, 1984)
- Music To Strip By (50 Skidillion Watts, 1987)
- Charmed Life (50 Skidillion Watts, 1988)
- The Band That Would Be King (50 Skidillion Watts, 1989)
- We Are They Who Ache with Amorous Love (TEC Tones, 1990)
- Fire In the Sky (Paperhouse, 1993)
- Hot (Safe House, 1995)
- Bone Head (Alternative Tentacles, 1997)
- Heaven Sent (Emperor Jones, 1997)
- Hello (Alternative Tentacles, 2001)
- Overjoyed (Joyful Noise, 2014)
- Perfect (Joyful Noise, 2016)
- Hear The Lions Roar (Fire Records, 2017)
- Why Not? (Fire Records, 2018)
- Invincible (Fire Records, 2019)
- Crazy Hearts (Fire Records, 2020)
- Jump Into Love (Fire Records, 2023)
- Adventure (Fire Records, 2025)

### Singles/ep's
- Calling All Girls (7 inch, 50 Skidillion Watts, 1977)
- No Direct Line from my Brain to My Heart (7 inch, 50 Skidillion Watts, 1978)
- Spy (7 inch, Armageddon, 1981)
- Horrible (Press, 1982)
- U.S. Teens Are Spoiled Bums (7 inch, 50 Skidillion Watts, 1988)
- T For Texas/Go Go Go Go (7 inch, X.X.O.O. Fan Club, 1990)
- Everybody Knows (ep, Seminal Twang, 1991)
- 4 Four Kids (ep, Ralph, 1991)
- Postcard (ep, Earl, 1992)
- Eye of the Hurricane (ep, Paperhouse, 1992)
- Refreshing (7 inch, Joyful Noise, 2014)
- On The Town (7 inch-flexidisc, Joyful Noise, 2014)
- A Song Of Joy And love (7 inch, Joyful Noise, 2014)
- Bingo Ringo (10 inch, Joyful Noise, 2015)
- Here We Are (7 inch, Joyful Noise, 2015)

### Livealbums
- Half Alive (Cassette - live at DC Space and the Red Door, Baltimore - 50 Skidillion Watts, 1977)
- 50 Skidillion Watts Live (Calypso Now, 1984)
- Boo: Live in Europe 1992 (TEC Tones, 1994)

### Compilaties
- Best Of Half Japanese (Timebomb Japan, 1993)
- Best Of Half Japanese Vol. 2 (Timebomb Japan, 1994)
- Greatest Hits (Safe House, 1995)
- Volume One: 1981-1985 (Fire Records, 2014)
- Volume Two: 1987-1989 (Fire Records, 2015)
- Volume Three: 1990-1995 (Fire Records, 2015)
- Volume Four: 1997-2001 (Fire Records, 2016)

### Film/video
- Half Japanese: The Band That Would Be King (Jeff Feuerzeig, Washington Square Films, 1993)